# Relais 4 × 100 mètres masculin aux championnats du monde d'athlétisme 2005
Navigation
Paris 2003 Osaka 2007
L'épreuve du relais 4 × 100 mètres masculin des championnats du monde d'athlétisme 2005 s'est déroulée les 12 et 13 août 2005 dans le Stade olympique d'Helsinki, en Finlande. Elle est remportée par l'équipe de France (Ladji Doucouré, Ronald Pognon, Eddy De Lépine et Lueyi Dovy).

## Résultats

### Finale
| Rang               | Pays                   | Athlètes                                                            | Temps   | Notes |
| ------------------ | ---------------------- | ------------------------------------------------------------------- | ------- | ----- |
| Médaille d'or      | France                 | Ladji Doucouré Ronald Pognon Eddy De Lépine Lueyi Dovy David ALERTE | 38 s 08 | WL    |
| Médaille d'argent  | Trinité-et-Tobago      | Kevon Pierre Marc Burns Jacey Harper Darrel Brown                   | 38 s 10 | NR    |
| Médaille de bronze | Royaume-Uni            | Jason Gardener Marlon Devonish Christian Malcolm Mark Lewis-Francis | 38 s 27 | SB    |
| 4                  | Jamaïque               | Lerone Clarke Dwight Thomas Ainsley Waugh Michael Frater            | 38 s 28 | SB    |
| 5                  | Australie              | Daniel Batman Joshua Ross Kristopher Neofytou Patrick Johnson       | 38 s 32 | SB    |
| 6                  | Antilles néerlandaises | Geronimo Goeloe Charlton Rafaela Jairo Duzant Churandy Martina      | 38 s 45 | NR    |
| 7                  | Allemagne              | Alexander Kosenkow Marc Blume Tobias Unger Marius Broening          | 38 s 48 | SB    |
| 8                  | Japon                  | Shingo Suetsugu Shinji Takahira Tatsuro Yoshino Nobuharu Asahara    | 38 s 77 |       |

### Séries

#### Série 1
1. France (Oudere Kankarafou, Ronald Pognon, Eddy De Lépine, Lueyi Dovy) 38.34s Q (WL)
2. Jamaïque (Lerone Clarke, Dwight Thomas, Ainsley Waugh, Michael Frater) 38.37s Q (SB)
3. Allemagne (Alexander Kosenkow, Marc Blume, Tobias Unger, Marius Broening) 38.58 Q (SB)
4. Australie (Daniel Batman, Joshua Ross, Patrick Johnson, Matthew Shirvington) 38.65s q (SB)
5. Brésil (Cláudio Roberto Souza, Bruno Pacheco, Basílio de Moraes, André Domingos) 38.92s (SB)
6. Finlande (Markus Pöyhönen, Nghi Tran, Jarkko Ruostekivi, Tommi Hartonen) 39.30s (NR)

- États-Unis (Mardy Scales, Leonard Scott, Tyson Gay, Maurice Greene) DNF

#### Série 2
1. Trinité-et-Tobago (Kevon Pierre, Marc Burns, Jacey Harper, Darrel Brown) 38.28s Q (WL)
2. Royaume-Uni (Jason Gardener, Marlon Devonish, Christian Malcolm, Mark Lewis-Francis) 38.32s Q (SB)
3. Japon (Nobuharu Asahara, Shinji Takahira, Tatsuro Yoshino, Shingo Suetsugu) 38.46s Q (SB)
4. Antilles néerlandaises (Geronimo Goeloe, Charlton Rafaela, Jairo Duzant, Churandy Martina) 38.60 q (NR)
5. Canada (Richard Adu-Bobie, Pierre Browne, Anson Henry, Nicolas Macrozonaris) 38.67s (SB)
6. Nigeria (Olusoji Fasuba, Uchenna Emedolu, Chinedu Oriala, Deji Aliu) 39.29s (SB)

- Italie (Luca Verdecchia, Simone Collio, Massimiliano Donati, Andrew Howe) DQ
- Pologne (Michał Bielczyk, Marcin Jędrusiński, Marcin Nowak, Marcin Urbaś) DNF

## Légende
Records et Performances
- AR : Record continental (area record)
- CR : Record des championnats (championship record)
- MR : Record du meeting (meet record)
- NR : Record national (national record)
- OR : Record olympique (olympic record)
- PR : Record paralympique (paralympic record)
- PB : Record personnel (personal best)
- SB : Meilleure performance personnelle de la saison (season's best)
- WL : Meilleure performance mondiale de l'année (world leader)
- WJR : Record du monde junior (world junior record)
- WR : Record du monde (world record)

Circonstances et Conditions
- DNF : N'a pas terminé (did not finish)
- DNS : N'a pas pris le départ (did not start)
- DQ : Disqualification (disqualification)
- NM : Aucun essai valable enregistré (No Mark)
- Q : Qualifié « directement » au prochain tour (ou à la prochaine compétition), lors d'une compétition majeure, grâce au classement ou à la réalisation des minima (automatic qualifier)
- q : Qualifié au prochain tour (ou à la prochaine compétition), lors d'une compétition majeure, grâce au repêchage ou à la réalisation de l'une des meilleures performances parmi celles des « non qualifiés directement » (grâce au meilleur temps ou à la meilleure distance par exemple) (secondary qualifier)